# Tzatziki
Tzatziki (hay cacık, tarator) là một loại nước chấm, cũng có thể dùng làm xúp hoặc nước xốt, trong ẩm thực Đông Nam Âu và Tây Á. Loại xốt này được làm từ sữa chua đặc tẩm muối hoặc sữa chua pha loãng, trộn với dưa chuột, tỏi, muối, dầu ô liu, giấm vang đỏ, có thể có thêm nước cốt chanh và các loại rau thơm khác như thì là, bạc hà, mùi tây và húng tây. Bản thân tzatziki có thể dùng làm món khai vị lạnh (còn gọi là meze), món phụ hoặc làm nước xốt cho bánh gyros và các món khác.

## Phiên bản

### Hy Lạp

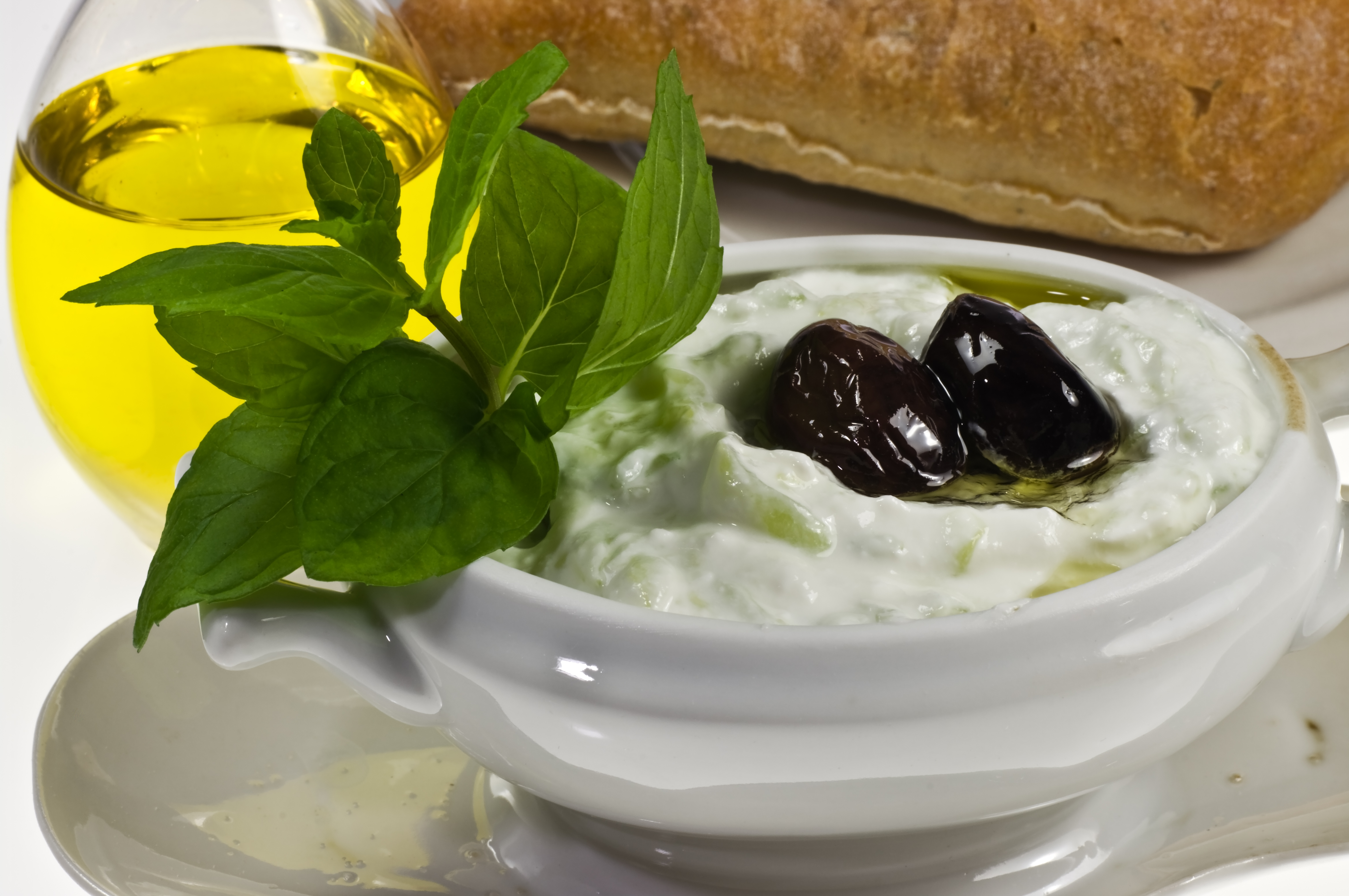
Tzatziki meze, trang trí với ô liu và lá bạc hà

Nước chấm này dùng làm món khai vị, hay meze, ăn kèm bánh mì, cà tím rán, bí ngòi.
Nguyên liệu chế biến gồm: sữa chua đặc (sữa chua Hy Lạp, thường làm từ sữa dê, cừu), dưa chuột, tỏi, muối, dầu ô liu, giấm vang đỏ, thêm một chút bạc hà và mùi tây.
Một phiên bản khác có thành phần rau sam được gọi là glistrida me yiaourti (nghĩa đen: rau sam và salad sữa chua).

### Thổ Nhĩ Kỳ

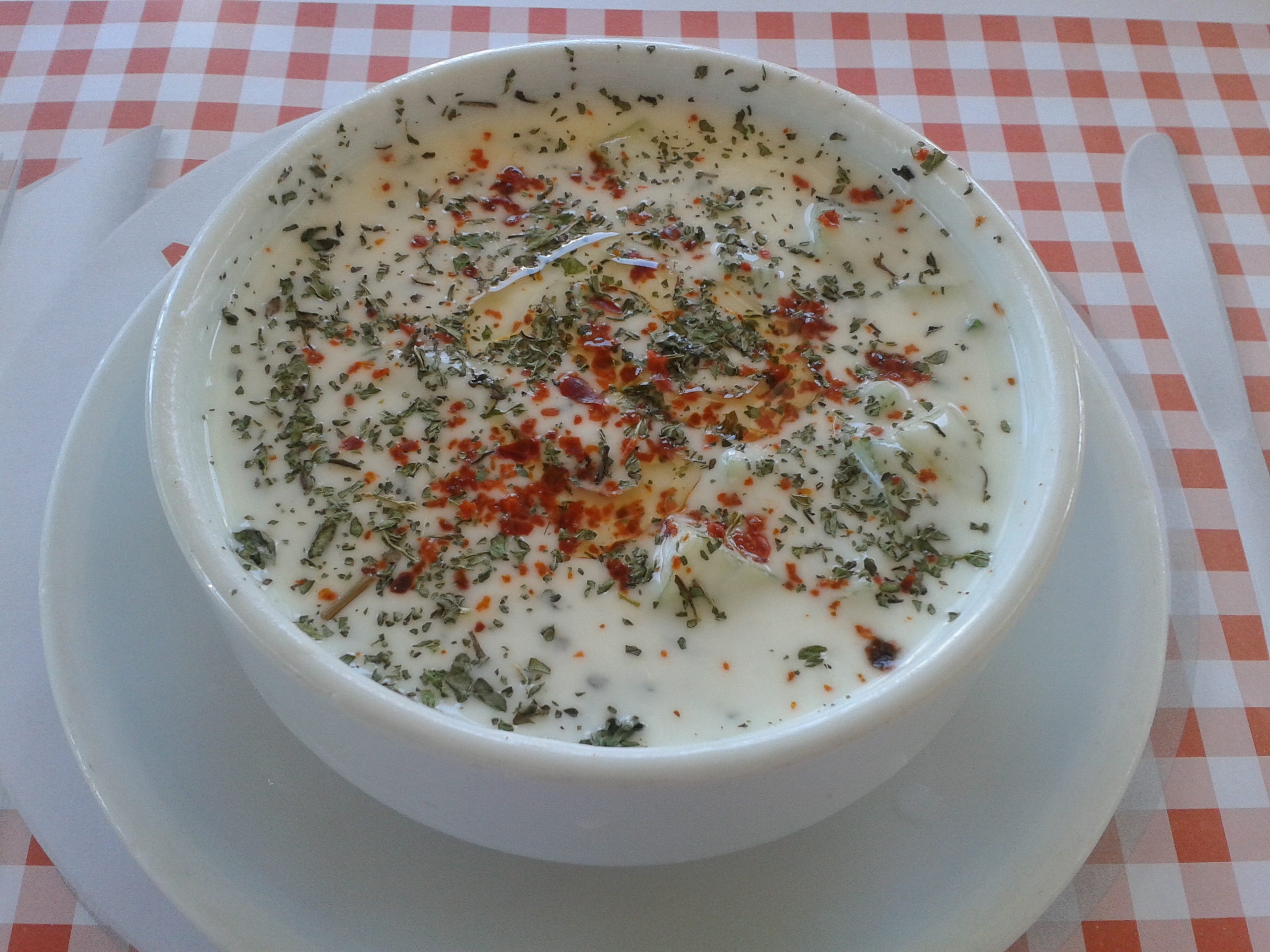
Cacık dùng kèm ớt và bạc hà

Cacık (tên tiếng Thổ Nhĩ Kỳ) được làm bằng cách trộn nước với sữa chua, kèm theo tỏi và các loại rau thơm khác. Sữa chua đặc (labne) có thể dùng thay cho sữa chua thường. Xốt nơi đây cũng có nhiều biến thể, ví dụ như cho thêm cà rốt, hành lá, húng tây, thì là, các loại hạt như óc chó, hạt phỉ vào chế biến.